# Grudziądz (gmina wiejska)
Grudziądz – gmina wiejska w województwie kujawsko-pomorskim, w powiecie grudziądzkim. W latach 1975–1998 gmina położona była w województwie toruńskim.
Siedzibą gminy jest miasto Grudziądz.
Liczba ludności w 2018 roku wynosiła 12 544 osoby.
Na terenie gminy funkcjonuje lotnisko Grudziądz-Lisie Kąty oraz prywatne lądowisko Wielkie Lniska dla śmigłowców.

## Struktura powierzchni
Według danych z roku 2005 gmina Grudziądz ma obszar 166,93 km², w tym:
- użytki rolne: 64%
- użytki leśne: 21%

Gmina stanowi 22,92% powierzchni powiatu.

## Demografia
Dane z 2017:
| Opis                              | Ogółem | Ogółem | Kobiety | Kobiety | Mężczyźni | Mężczyźni |
| --------------------------------- | ------ | ------ | ------- | ------- | --------- | --------- |
| Jednostka                         | osób   | %      | osób    | %       | osób      | %         |
| Populacja                         | 12621  | 100    | 6341    | 50,2    | 6280      | 49,8      |
| Gęstość zaludnienia (mieszk./km²) | 76     | 76     | 38,6    | 38,6    | 38        | 38        |

Piramida wieku mieszkańców gminy Grudziądz w 2014 roku.

## Zabytki
Wykaz zarejestrowanych zabytków nieruchomych na terenie gminy:
- zagroda wiejska nr 39 w Dusocinie (dom mieszkalny, obora) z ok. połowy XIX w., nr A/637/1-3 z 03.07.1993 roku
- kościół pod wezwaniem Wniebowzięcia Najświętszej Maryi Panny z 1641 roku w Mokrem, nr A/298 z 13.07.1936 roku
- kościół parafii pod wezwaniem św. Mikołaja z 1742 roku w Szynychu, nr A/297 z 30.11.1929 roku
- park dworski z XIX w. w Węgrowie, nr A/300 z 25.11.1986 roku
- park dworski z początku XX w. w Wielkich Lniskach, nr A/299 z 24.11.1986 roku
- fort grupowy Wielka Księża Góra (17 obiektów) z lat 1890-1914 w Wielkich Lniskach, nr A/709/1-17 z 04.12.1998 roku

## Transport
Drogi dojazdowe do gminy:
- drogi krajowe A1, 16, 55
- drogi wojewódzkie 534
- Międzynarodowy Szlak rowerowy R1
- Wiślana Trasa Rowerowa

Jedyny przystanek kolejowy w gminie znajduje się na linii nr 207 w miejscowości Wałdowo Szlacheckie.
W ramach umowy z władzami gminy Irex-Trans od 3 stycznia 2022 roku obsługuje 21 linii autobusowych, funkcjonujące w ramach powiatowego transportu publicznego.

## Edukacja
W gminie znajduje się:
- 7 szkół podstawowych[7], w tym:
  - 5 publicznych
    - Wałdowo Szlacheckie
    - Sztynwag
    - Mokre
    - Piaski
    - Nowa Wieś

  - 2 niepubliczne
    - Węgrowo
    - Dusocin
- 2 przedszkola
  - 1 publiczne
    - Mały Rudnik

  - 1 niepubliczne
    - Nowa Wieś
- oddziały przedszkolne przy szkołach podstawowych

## Sołectwa
Biały Bór, Dusocin, Gogolin, Grabowiec, Mały Rudnik, Mokre, Nowa Wieś, Parski, Piaski, Pieńki Królewskie, Rozgarty, Ruda, Skarszewy, Sosnówka, Stary Folwark, Sztynwag, Szynych, Świerkocin, Turznice, Wałdowo Szlacheckie, Węgrowo, Wielkie Lniska, Wielki Wełcz, Zakurzewo, Marusza.

## Miejscowości bez statusu sołectwa
Brankówka, Gać, Hanowo, Kobylanka, Leśniewo, Linarczyk, Lisie Kąty, Małe Lniska, Sadowo.

## Sąsiednie gminy
Chełmno, Dragacz, Grudziądz (miasto), Gruta, Nowe, Płużnica, Radzyń Chełmiński, Rogóźno, Sadlinki, Stolno